# Wilhelm-Jordan (Cerdanya)
Wilhelm-Jordan (katalanisch Guillem Jordà, eigentlich nur Wilhelm (Guillem); † 1109) war von 1095 bis 1099 ein Graf von Cerdanya und ab 1105 Regent in der Grafschaft Tripolis. Er war der Sohn von Graf Wilhelm Raimund  (Guillem Ramon) und Sancha (Sança) von Barcelona.
Er begleitete Raimund IV. von Toulouse, den Halbbruder seiner Mutter, auf dem Ersten Kreuzzug und übernahm bei Raimunds Tod 1105 nach Akklamation durch die Soldaten die Herrschaft in der Grafschaft Tripolis mit der Begründung, dass der älteste Sohn, Bertrand von Toulouse, nicht im Land und der zweite Sohn, Alfons Jordan von Toulouse, den Raimund zum Herrn von Mons Peregrinus (Pilgersberg), der Burg, die Raimund 1103 hatte anlegen lassen, und Tortosa gemacht hatte, minderjährig sei.
Nachdem in der Grafschaft Toulouse die Barone sich für Alfons und gegen Bertrand als Nachfolger Raimunds ausgesprochen hatten, reiste Bertrand in den Osten. 1108 kam er an der Burg Mons Peregrinus an, um sein Erbe anzutreten. Im nun ausbrechenden Streit mit Wilhelm – auch um die immer noch nicht eroberte Stadt Tripolis selbst – verbündete sich Wilhelm mit Tankred von Tiberias, dem Regenten des Fürstentums Antiochia, während sich Bertrand an König Balduin I. von Jerusalem als Schlichter wandte. Balduin I., Balduin du Bourg und Joscelin von Courtenay stellten sich hinter Bertrand, Tankred wurde zum Einlenken gezwungen, und gleichzeitig beschieden, dass er seine Ansprüche auf die Grafschaft Edessa aufgeben müsse (aber Regent in Antiochia bleiben dürfe).
Die Grafschaft Tripolis wurde zwischen Wilhelm und Bertrand aufteilt mit der Maßgabe, dass jeder das Land beherrschen solle, das er selbst erobert hatte. Nach der Beilegung des Streits waren die Kreuzfahrer in der Lage, die Belagerung der Stadt aufzunehmen, die dann mit Hilfe Genuas am 12. Juli 1109 erobert wurde.
Wilhelm-Jordan starb kurz nach dem Fall der Stadt durch einen Pfeilschuss, und Bertrand übernahm die Alleinherrschaft, obwohl auf ihn der (nicht beweisbare) Verdacht fiel, die Ermordung Wilhelm-Jordans betrieben zu haben.
Seinen zweiten Namensbestandteil legte Wilhelm-Jordan sich zu, nachdem er im Jordan ein zweites Mal getauft worden war.